# Juan Ramón Carrasco
Juan Ramón Carrasco Torres (ur. 15 września 1956 w Sarandí del Yí) – urugwajski piłkarz występujący na pozycji ofensywnego pomocnika, reprezentant Urugwaju, trener piłkarski.
Jego syn Juan Carlos Carrasco również jest trenerem piłkarskim.